# Admete (córka Eurysteusza)
Admete (gr. Αδμήτη Admḗtē, łac. Admete) – w mitologii greckiej królewna tebańska, kapłanka Hery.
Uchodziła za córkę Eurysteusza, króla Teb. Mieszkała w Argos. Pełniła funkcję kapłanki przez 58 lat.
Dla niej Herakles jako dziewiątą pracę musiał zdobyć złotą przepaskę Aresa, którą nosiła królowa Amazonek, Hippolita. Po zakończonym powodzeniem zadaniu powrócił i wręczył przepaskę Eurysteusowi, który przekazał ją Admete.
Gdy zmarł jej ojciec, musiała uciekać z Argos. Ukryła się na wyspie Samos i zabrała ze sobą posąg Hery, którym miała za zadanie opiekować się. Na wyspie znalazła starą świątynię Hery, założoną przez Lelegów i nimfy. Umieściła tam posąg bogini. Zaniepokojeni Argejczycy zlecili odszukanie posągu piratom tyrreńskim. Oczekiwali, że z racji kradzieży posągu mieszkańcy Samos ukarzą Admete jako odpowiedzialną za opiekę nad nim. Piraci przybyli na Samos i zabrali posąg ze świątyni. Gdy mieli odpływać, nie mogli odcumować okrętu. Zrozumieli to jako znak od bogini, która pragnie, by posąg został na Samos. Zostawili posąg na brzegu i złożyli mu ofiarę. Gdy Admete zorientowała się, że posąg zniknął, poinformowała o tym mieszkańców Samos, którzy rozpoczęli poszukiwania. Znaleźli go porzuconego na brzegu, gdy piraci już odpłynęli. Uznali, że bogini przybyła tam sama i przywiązali ją pędami wikliny. Gdy przyszła Admete, odwiązała posąg, oczyściła go i na nowo poświęciła, gdyż był skalany przez ludzki dotyk. Wówczas odniosła go do świątyni.